# Шеллі Бартлетт
Шеллі Бартлетт (англ. Shelly Bartlett; нар. 21 квітня 1965) — колишня американська тенісистка.
Найвищу одиночну позицію світового рейтингу — 542 місце досягла Feb 18, 1991, парну — 176 місце — Jan 14, 1991 року.
Здобула 1 парний титул туру ITF.

## Фінали ITF

### Парний розряд: 1 (1–0)
| Результат | Ранг | Дата     | Турнір            | Покриття | Партнерка       | Суперниці                  | Рахунок  |
| --------- | ---- | -------- | ----------------- | -------- | --------------- | -------------------------- | -------- |
| Перемога  | 1.   | Січ 1990 | Вако (Техас), США | Тверде   | Ліндсі Бартлетт | Tory Plunkett Рене Сімпсон | 6–4, 6–3 |